# المنذر بن الزبير
المنذر بن الزبير بن العوام ولد في خلافة عمر بن الخطاب، وأمه أسماء بنت أبي بكر الصديق، غزا القسطنطينية مع يزيد.
ووفد على معاوية بن أبي سفيان فأجازه بمائة ألف، وأقطعه أرضًا، فمات معاوية قبل أن يقبض المال. ووصى معاوية أن ينزل المنذر في قبره، وكان بالكوفة لما بلغه خلاف أخيه عبد الله بن الزبير على يزيد، فأسرع إلى أخيه بمكة في ثمان ليال، فقُتِلَ لما حاصر الشاميون ابن الزبير سنة 64 هـ، وكان عمره أربعين سنة، وكان المنذر بن الزبير، وعثمان بن عبد الله بن حكيم بن حزام يقاتلون أهل الشام بالنهار، ويطعمانهم بالليل.
ابنته فاطمة بنت المنذر زوجة هشام بن عروة وإحدى رواة الحديث النبوي الثقات.